# Kelly Samynadin
Kelly Samynadin ist eine seychellische Politikerin der Linyon Demokratik Seselwa (LDS), die unter anderem Mitglied der Nationalversammlung ist.

## Leben
Kelly Samynadin, die in Anse Royale und Au Cap aufwuchs, absolvierte nach dem Schulbesuch ein Lehramtsstudium mit dem Schwerpunkt Französische Sprache am National Institute of Education (NIE), das sie mit einem Diplom in Sekundarschulbildung beendete. Bei ihrem Abschluss erhielt sie den Preis des Dekans der Fakultät für Kunst und soziale Entwicklung und war im Anschluss als Schullehrerin tätig. Zwei berufsbegleitende Lehrgänge zu den Themen „Lehren und Lernen im internationalen Kontext“ und „Lehren und Lernen im schwedischen Kontext“ in Schweden schloss sie jeweils mit Auszeichnung. 2019 erwarb sie nach einem Französisch-Sprachlehrgang zudem eine „Licence de français“.
Bei der Parlamentswahl am 20. /22. Oktober 2020 wurde Kelly Samynadin für die LDS im Wahlkreis „Au Cap“ zum jüngsten Mitglied der Nationalversammlung gewählt und gehört dieser seither an. In der aktuellen Legislaturperiode (2020 bis 2025) ist sie stellvertretende Vorsitzende des Ausschusses für HIV/AIDS, sexuelle und reproduktive Gesundheitsrechte und übertragbare Krankheiten (Communicable Diseases, HIV/AIDS and Sexual Reproductive Health & Rights Committee), Mitglied des Ausschusses für internationale Angelegenheiten (International Affairs Committee)  und zugleich Mitglied des Parlamentsausschusses für Frauen (Women’s Parliamentary Caucus). Ferner vertritt sie die Seychellen als Mitglied in der Parlamentarischen Versammlung der Internationalen Organisation der Französischsprachigkeit OIF (Organisation internationale de la Francophonie) sowie im Parlamentarischen Forum der Entwicklungsgemeinschaft des südlichen Afrika (SADC).

## Weblink
- Hon. Kelly Samynadin. In: Homepage der Nationalversammlung. Abgerufen am 17. Dezember 2024 (englisch).